# إيرلاينز مانجر 2
إيرلاينز مانجر 2 هي لعبة فيديو تُحاكي تأسيس شركة طيران وتطويرها، وقد ظهرت اللعبة لأول مرة في العام 2013، ثم لاحقاً في عام 2015 تم إصدار نسخة من اللعبة للهواتف الذكية على أنظمة التشغيل الأندرويد والآي أو إس. تخطى عدد المستخدمين للعبة 1.3 مليون حساب.